# Gianfranco Pappalardo Fiumara
Gianfranco Pappalardo Fiumara (Catania, Sicilia, 2 de julio de 1978) es un pianista italiano, especializado en el rendimiento del barroco bajo la influencia de Rosalyn Tureck.

## Biografía
Formado en el Conservatorio de Milán, Gianfranco Pappalardo ha actuado como solista en el Carnegie Hall de New York en la Sala Verdi en Milán, el Teatro Vincenzo Bellini en Catania, Palazzo del Quirinale a Roma.
Jugó programas monográficos dedicados a Bach en solitario en la Capilla del Buen Pastor, en Notre-Dame en Montreal, en la habitación de Glenn Gould en Toronto, el norte de Chipre Bellapais Festival de Nicosia y en varias partes del mundo en Canadá, Europa, Japón con orquestas como la Orquesta Sinfónica de Sicilia, la orquesta del Teatro Bellini de Catania y la Orquesta Filarmónica du Nouveau Monde de Montreal, la Orquesta Filarmónica de Opera Bourgas, la Orquesta de Cámara de Ascoli Piceno, en México con la Orquesta del Gobierno del Estado de México.
Es director artístico del Atelier Internacional de Música en Catania, de la Universidad Kore en Enna, de la Kermesse ETNA IN SCENA en Zafferana Etnea. Ha sido profesor en el Conservatorio de Cagliari y Milán, y actualmente es profesor en el Conservatorio de Palermo.
Es autor de publicaciones históricas en el oeste de Mozart y sus relaciones con la masonería y de la teoría de la educación musical, en particular. Ha grabado para la RAI en Roma, y la Radio Nacional de Quebec.

## Discografía
- Pequeña Misa Solemne Gioachino Rossini, 2006;
- Johann Sebastian Bach recital, la RAI Roma, 2006 - 2011;[15]
- Vincenzo Bellini y Giuseppe Verdi cámara da arie, Panastudio Records, 2008; Johann Sebastian Bach Goldberg Variations Bwv 988, Classic Voice, 2011

## Honores
- Precio Piano Concurso Internacional de Piano en Neglia Enna (1999);
- Precio Piano IBLA Concurso Gran Premio, Ragusa Ibla (2002);
- Medalla de Honor al mérito artístico del Presidente de la República Italiana (2012).

## Cursos
- Vincenzo Balzani, pianiste
- Bruno Canino, pianiste

Rosalyn Tureck, pianiste
Renè Gilbert, claveciniste
- Katia Ricciarelli, soprano

## En tournée con
- Katia Ricciarelli
- Michel Brousseau
- Salvatore Accardo
- Cecilia Gasdia;Marcello Abbado

## Los críticos de música
- Nini Ganguzza, La Sicilia
- Sergio Sciacca, La Sicilia
- Giuseppe Ardini, La Sicilia
- Loris Maria Marchetti, La Stampa de Torin
- Claude Gingras, La Presse
- Alex Murray, La Presse
- Marie Trudel, La Presse
- J.D. Hixon,The New York Times